# Raszpla kalifornijska
Raszpla kalifornijska (Squatina californica) – gatunek średniego rekina z rodziny aniołowatych (Squatina), zamieszkującego głębiny oceaniczne wschodniego Pacyfiku. Po raz pierwszy ten gatunek opisał amerykański ichtiolog William Orville Ayres. Gatunek nie jest zaliczany do niebezpiecznych dla człowieka, ale zaskoczone lub sprowokowane zwierzę będzie się bronić gryząc. Zwierzęta te prowadzą przede wszystkim nocny tryb życia. Nadmierne połowy sprawiają, że ich liczba gwałtownie spada. Międzynarodowa Unia Ochrony Przyrody zakwalifikowała gatunek jako NT – bliski zagrożenia.

## Występowanie
Raszpla kalifornijska występuje we wschodniej części Pacyfiku: od zimnych wód u wybrzeży Alaski, aż do ciepłych wód półwyspu kalifornijskiego. Możliwe jest także występowanie gatunku od Ekwadoru, do południowych krańców Chile. Osobniki te zamieszkują dno morskie w pobliżu wybrzeży od płycizn do 1300 m.

## Wygląd

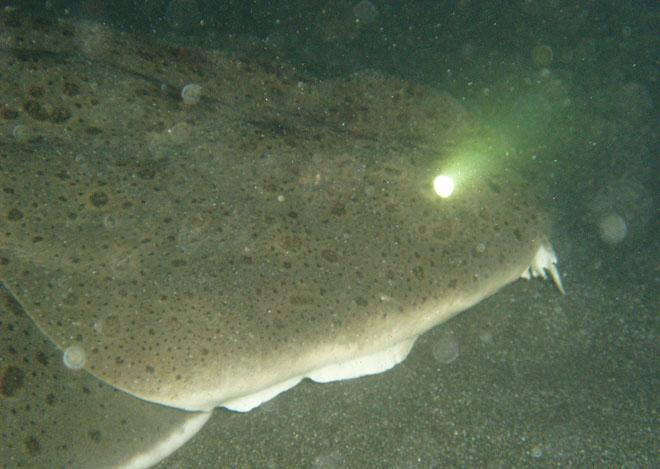
Gatunek posiada oczy umiejscowione na czubku głowy i charakterystyczne wąsiki.

Raszpla kalifornijska jest rekinem średniej wielkości, osiąga 1,5 m długości. Kształtem przypomina płaszczkę. Ciało spłaszczone grzbietobrzusznie, brzegi płetw piersiowych nie przyrośnięte do boków ciała. Płetwy piersiowe i brzuszne szerokie i zaokrąglone na końcu, płetwy grzbietowe, płetwa odbytowa i ogonowa małe. Tępe zakończenie głowy, duże tryskawki i jama ustna położona na końcu pyska. Oczy ma umiejscowione na czubku głowy, a szczeliny grzbietowe położone na stronie brzusznej. Rekin uchodzi za powolnego. Jego ubarwienie od nakrapianego piaskowego do szarego lub brązowego, ułatwia kamuflowanie w dnie morskim. 

## Odżywianie i rozmnażanie

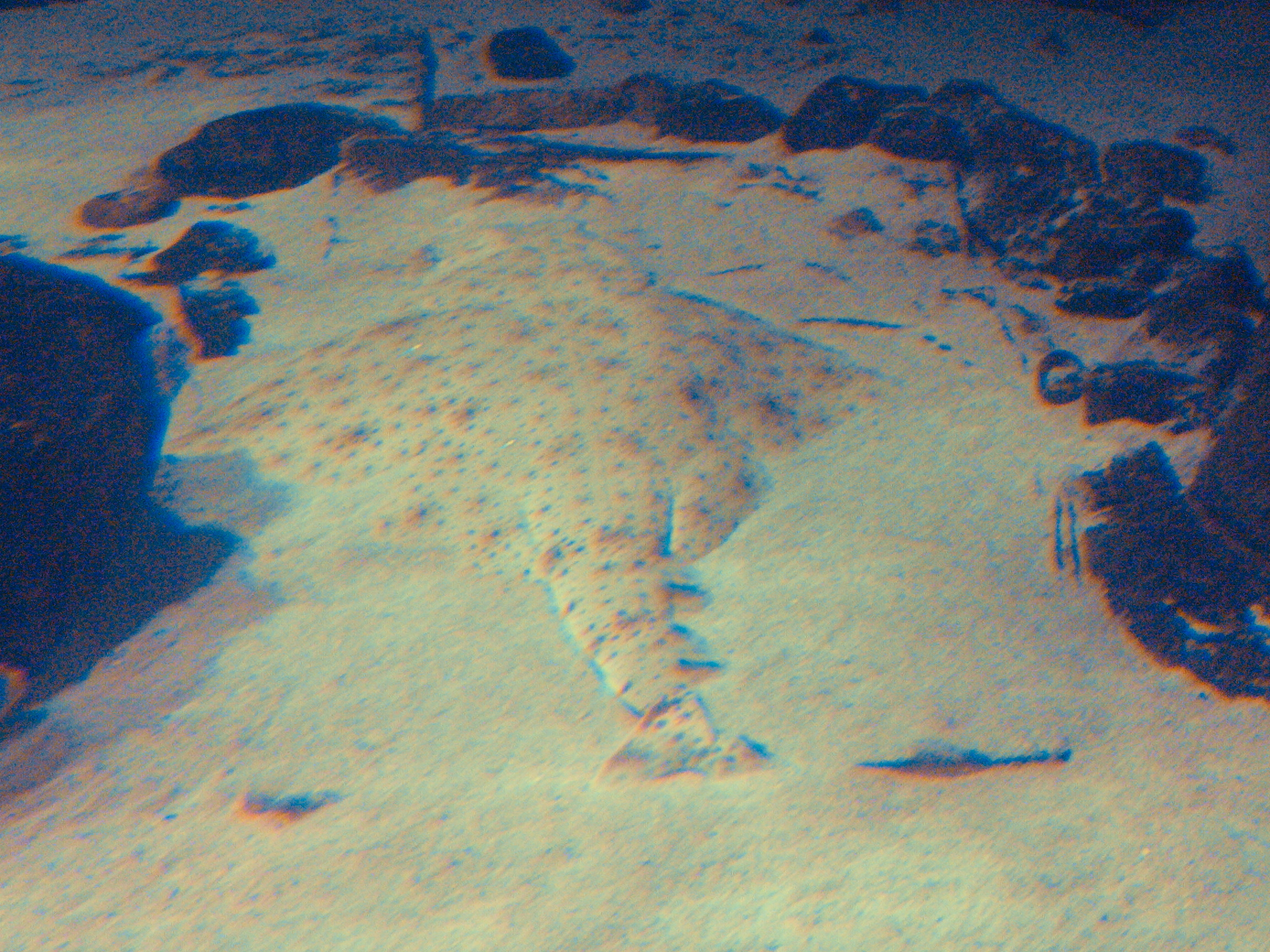
Ubarwienie rekina ułatwia mu kamuflowanie i atakowanie z zaskoczenia.

Raszpla kalifornijska poluje z zasadzki na ryby strefy przydennej. Preferuje mieszane dna piaszczysto-kamienne w pobliżu raf. Potrafi polować w jednym niewielkim obszarze nawet do 10 dni. Główne pożywienie tego gatunku stanowią ryby z rodzaju Paralabrax, a także z rodzin: kulbinowatych, garbikowatych, makrelowatych i śledziowatych, czy z rzędu flądroksztaltnych. Zimą i wczesną wiosną żywi się kałamarnicami, które występują bogato w tych porach roku.
Gatunek ten jest jajożyworodny. Samica w zależności od wielkości ciała, rodzi od 8 do 13 młodych w jednym miocie. Poród przypada od marca do czerwca, po 10-miesięcznej ciąży.